# Кириленко Катерина Михайлівна
Кириленко (Мартинюк) Катерина Михайлівна (нар. 1971) — завідувачка кафедри філософії КНУКіМ (2014), дружина українського політика та урядовця В'ячеслава Кириленка. Стала широко відомою в Україні після спроб оскаржити отримання нею ступеня доктора педагогічних наук. Однак атестаційна колегія Міністерства освіти і науки вирішила не позбавляти її наукового ступеня доктора педагогічних наук.

## Біографія
Народилася в сім'ї Михайла Мартинюка, викладача, а пізніше ректора Уманського державного педагогічного університету.
Закінчила філологічний факультет Черкаського державного педагогічного інституту за спеціальністю «вчитель російської мови». Навчалася в аспірантурі філософського факультету Київського державного університету. У 1996 році захистила дисертацію кандидата філософських наук на тему «Філософія культури О. Мандельштама».
Під час навчання в аспірантурі познайомилася з В'ячеславом Кириленком, за якого невдовзі вийшла заміж. Має двох дітей: доньку Софію 1999 року народження і сина Мартина 2009 року.
Викладає в Київському національному університеті культури і мистецтв (КНУКіМ). У березні 2014 року призначена завідувачем кафедри філософії КНУКіМ. Автор ілюстрованого посібника «Філософія: наука і культура».

## Докторська дисертація та звинувачення в плагіаті
8 травня 2015 року головний редактор журналу «Музеї України» Віктор Тригуб повідомив, що підручник «Культура і наука» авторства Катерини Кириленко містить плагіат текстів інших авторів, зокрема з сайтів студентських рефератів.
15 жовтня 2015 року в спеціалізованій вченій раді Національного університету біоресурсів і природокористування Катерина Кириленко захистила дисертацію на тему «Теоретичні і методичні основи формування інноваційної культури майбутніх культурологів у вищому навчальному закладі». Міністерство освіти і науки на засіданні 15 грудня присудило їй ступінь доктора педагогічних наук за спеціальністю «теорія і методика професійної освіти».
Разом з тим, доктор філософських наук Тетяна Пархоменко виявила численні фрагменти плагіату з робіт інших дослідників в дисертації Кириленко, про що повідомила Міністерство освіти і науки, а також громадськість через публікації у пресі.
Представники наукової спільноти України зробили серію виступів та заяв з приводу дисертації Кириленко. До МОН звернувся академік-секретар Відділення фізики й астрономії НАН України Вадим Локтєв, який повідомив про виявлення в тексті дисертації Кириленко окрім плагіату псевдонаукових тверджень про зв'язок елементарних частинок лептонів з психікою людини та «емоцій» матерії та Всесвіту. У лютому на одному з міжнародних сайтів було зареєстровано англомовну петицію, адресовану Президенту України, Прем'єр-міністру, Голові Верховної Ради  щодо неприпустимості присвоєння ступеню доктора наук за дисертацію, що містить плагіат і псевдонауку. Також громадська організація науковців «Точка росту: освіта та наука» подала заяву до Національного антикорупційного бюро України з метою розслідувати можливий вплив В'ячеслава Кириленка на отримання наукового ступеня його дружиною. Інші вчені виявили, що принаймні одна з наукових статей Кириленко, необхідних для отримання ступеню доктора наук, була опублікована у фіктивному науковому журналі. Деякі члени експертної ради ДАК МОН на знак протесту проти ситуації з Кириленко подали у відставку, зокрема фізик Ернст Пашицький. Додатковий аналіз дисертації Кириленко із використанням комп'ютерних алгоритмів також виявив у ній масштабні запозичення текстів з інших робіт. Віце-президент ВГО «Українська федерація вчених», член-кореспондент НАН України Валерій Мазур звернувся з листом до МОН, в якому вимагав скасування ступеню Катерини Кириленко.
У відповідь Катерина Кириленко заперечила звинувачення в плагіаті, та заявила, що тиск на неї пов'язаний з політичною діяльністю її чоловіка. На критику щодо псевдонаукових тез у дисертації вона заявила, що фізики не можуть оцінювати якість дисертацій з педагогіки. Політичними переслідуваннями назвав події навколо дисертації дружини і В'ячеслав Кириленко.
Міністерство освіти і науки спрямувало докторську дисертацію Катерини Кириленко до експертної комісії спеціалізованої вченої ради Харківського національного педагогічного університету ім. Г. Сковороди, яка у травні 2016 року оголосила, що дисертація Кириленко є самостійною науковою роботою, яка містить лише 1,4 % текстових запозичень без джерел. 1 липня 2016 року колегія Міністерства освіти і науки відмовилась скасувати присудження ступеню Катерині Кириленко. Фрагмент відео з засідання колегії, в якому Катерина Кириленко пояснює сутність своєї дисертації, був багаторазово поширений в соцмережах та активно обговорюваний науковцями. У коментарі для преси міністр Лілія Гриневич заявила, що в міністерства не було підстав розглядати позбавлення Кириленко ступеню, оскільки жодна спеціалізована вчена рада не здійснила такого подання.
У квітні 2017 року було опубліковано повторну логіко-лінгвістичну експертизу докторської дисертації Катерини Кириленко, здійснену Українським мовно-інформаційним фондом НАН України. Експертиза встановила, що понад 26% дисертації Кириленко є плагіатом і містить 696 різноманітних помилок. Некоректними і сфальсифікованими є посилання на 313 із 474 джерел зі списку літератури. Незважаючи на це, Атестаційна колегія МОН підстав позбавити звання не виявила.

### «Лептонний бог»
Словосполучення «лептонний бог» (в тексті — «Бог як фізичне лептонне утворення» — плагіат зі статті О. Щербини-Яковлевої), яке описує квінтесенцію частини дисертації Катерини Кириленко, перетворилося на інтернет-мем. Мемом стало також жартівливе ім'я «Лептонівна».

## Статки
Як член родини високопосадовця, Катерина Кириленко внесла відомості про свої статки до декларації чоловіка. Згідно з е-декларацією В'ячеслава Кириленка, заповненою у 2016 році, Катерині Михайлівні належить великий недобудований будинок площею 900 м² в селі Іванковичі, 5 ділянок землі площею 80 соток, авторські права на дисертацію, монографію й 2 підручники, а також більше 24 тисяч доларів США і 4 тисяч євро у вигляді готівкових грошей. При цьому річний дохід Катерини Кириленко у 2016 році становив близько 170 тисяч гривень.